# Grésy-sur-Isère
Grésy-sur-Isère  (in italiano Gresì, desueto) è un comune francese di 1 203 abitanti situato nel dipartimento della Savoia della regione dell'Alvernia-Rodano-Alpi.

## Storia

### Simboli
Lo stemma rappresenta un castello medievale, vigilato da un uomo armato, abbigliato come un soldato romano, a rappresentare la lunga e ricca storia del borgo.

## Società

### Evoluzione demografica
Abitanti censiti